# ザ・リッピントンズ
ザ・リッピントンズ（The Rippingtons）は、ギタリストのラス・フリーマンにより1985年に結成されたスムーズ・ジャズ/フュージョンのグループ。
L.A.(西海岸)スタイル・フュージョンの代表格グループの一つ。軽快なポップで爽やかなメロディが特徴で、ラテンやアフリカ等のワールドビートを取り入れている曲も多い。代表曲に「Tourist in Paradise」がある。
デビュー以来リッピントンズのライブ盤・ベスト盤を含む全てのアルバムのジャケットには、ビル・メイヤーによるイラストキャラクター「ジャズ・キャット」が描かれている。

## 来歴
1986年発表のアルバム『ムーンライティング』でデビュー。このアルバムにはサックス奏者のケニー・Gや、ピアニストのデイヴィッド・ベノワが共演している。1989年に代表作となる『ツーリスト・イン・パラダイス』を発表。タイトル曲はカール・アンダーソンの印象的なボーカルが聴ける。1991年発表の『カーヴス・アヘッド』はジャケットの絵や収録曲「Snowbound」のタイトル名の様に冬を意識した作りが見られる。1993年には初のライブ・アルバム及びビデオ『ライヴ・イン・L.A.』を発表。1992年のロサンジェルス（L.A.）でのライブを収録、デイヴィッド・ベノワにカール・アンダーソンをゲストに招いている。
フリーマンは1994年にGRP内に自己のレーベル、ピーク・レコードを立ち上げ、メンバーを固定化し始め、バンド意識を高める。この年に発表の『ブレイヴ・ニュー・ワールド』には初のフル・ボーカル・ナンバーも収められている。結成10周年目に当たる1997年にレーベルごとBMG傘下のウィンダム・ヒル・レコードに移籍し、記念アルバム『ブラック・ダイヤモンド』を発表。1999年発表の『トパーズ』はアメリカ南西部のサウンドをテーマにした作品である。
その後ウィンダム・ヒルがジャズ部門から撤退したため、2000年にコンコード・ミュージック・グループに再びレーベルごと移籍した。同年に『ライフ・イン・ザ・トロピックス』を発表、タイトルのように南国を意識した作りとなっており、デイヴ・コーズやエリック・マリエンサル、ピーター・ホワイト、ボブ・ジェームスが参加。このアルバムがきっかけでエリック・マリエンサルがレギュラー・メンバーとなる。2006年8月には過去のレギュラー・メンバーが勢ぞろいした20周年記念アルバム『20THアニヴァーサリー・セレブレイション』を発表。2009年発表の『モダン・アート』よりジェフ・カシワが復帰している。

## メンバー
元々レコーディングにおいてはリーダーのラス・フリーマンがギターとキーボード、プログラミング等を担当するワンマンバンドであり、またライブにおいても過去、フリーマン以外は、入れ替わりのあるバンドであった。現在もレコーディングにおいてはゲスト・ミュージシャンを迎えているものの、1996年からはバンド・メンバーが固定化され、2000年以降は以下のメンバーで構成されている。
- ラス・フリーマン - リーダー、ギター、キーボード、プログラミング（1986年-）
- ジェフ・カシワ - サックス（1991年-1997年、2009年-）
- ビル・ヘラー - キーボード（2001年-）
- リコ・ベレッド - ベース（2009年-）
- デイヴ・カラソニー - ドラム（2000年-）

リーダーのラスがギタリストであるが、ギターだけでなくサックスが前面に出た曲も多く、数々のサックス奏者が参加しているのもこのグループの特徴である。ゲストとしてケニー・Gやカーク・ウェイラム、ネルソン・ランジェル等を迎えている他、旧レギュラーメンバーにオリジナル・メンバーのブランダン・フィールズ（1986年-1990年）、ジェフ・カシワ（1991年-1997年）、ポール・テイラー（1999年）、エリック・マリエンサル（2003年-2008年）が在籍していた。現在はジェフ・カシワが復帰している（2009年-）。
ピアニスト/キーボーディストはラスの盟友でもあるデイヴィッド・ベノワや、グレッグ・カルーカスがオリジナル・メンバーであるが、GRP期のスタジオ・アルバムはラス自身がキーボードを担当していることが多く、ピアノのソロ・パートなどでマーク・ポートマンが参加（1991年-1996年）。ピーク/ウィンダム・ヒル期に移ってからはデイヴ・コチャンスキー（1997年-2000年）、以降はビル・ヘラーが担当（2001年-）。
ベーシストはビル・ランフィアが初期のみ活動（1986年-?）、引き続きスティーヴ・ベイリーがベース・ギターで参加（1989年-1990年）、以降はキム・ストーンがベースを担当し、ラス以外で最古のメンバーだった（1991年-2008年）。現在はリコ・ベレッドが担当（2009年-）。
ドラマーはトニー・モレイアスがオリジナル・メンバーでGRP期全てのアルバムにクレジット（1986年-1996年）、ピーク/ウィンダム・ヒル期（1997年-1999年）はデイヴ・フーパー、ピーク/コンコード期以降はデイヴ・カラソニーが担当（2000年-）。
パーカッショニストはスティーヴ・リードがオリジナル・メンバーであり、ラテン/ワールドミュージックにおいて特に活躍、ピークがコンコードに移るまで在籍（1986年-1999年）。2000年はRaman Yslasが担当、以降はスコット・ブレッドマンが担当している（2001年-2008年）。2009年発表の『モダン・アート』以降にはパーカッショニストは参加していない。
ゲストであるが、「Tourist in Paradise」他でボーカルを担当したカール・アンダーソンも特記しておく。
※括弧内は在籍年

## ディスコグラフィ

### スタジオ・アルバム
- 『ムーンライティング』 - Moonlighting (1986年、GRP)
- 『キリマンジャロ』 - Kilimanjaro (1988年、GRP)
- 『ツーリスト・イン・パラダイス』 - Tourist in Paradise (1989年、GRP)
- 『聖ジェームス・クラブへようこそ』 - Welcome to the St. James' Club (1990年、GRP)
- 『カーヴス・アヘッド』 - Curves Ahead (1991年、GRP)
- 『ウィークエンド・イン・モナコ』 - Weekend in Monaco (1992年、GRP)
- 『サハラ』 - Sahara (1994年、GRP)
- 『ブレイヴ・ニュー・ワールド』 - Brave New World (1996年、GRP)
- 『ブラック・ダイヤモンド』 - Black Diamond (1997年、Peak)
- 『トパーズ』 - Topaz (1999年、Peak)
- 『ライフ・イン・ザ・トロピックス』 - Life in the Tropics (2000年、Peak)
- 『レット・イット・リップ』 - Let It Ripp (2003年、Peak)
- 『ワイルド・カード』 - Wild Card (2005年、Peak)
- 『20THアニヴァーサリー・セレブレイション』 - 20th Anniversary (2006年、Peak)
- 『モダン・アート』 - Modern Art (2009年、Peak)
- Côte D'Azur (2011年、Peak)
- Built To Last (2012年、eOne)
- Fountain of Youth (2014年、eOne)
- True Stories (2016年、eOne)
- Open Road (2019年、eOne)

### ライブ・アルバム
- 『ライヴ・イン・L.A.』 - Live in L.A. (1993年、GRP)
- 『ライヴ・アクロス・アメリカ』 - Live Across America (2002年、Peak)

### コンピレーション・アルバム
- 『ベスト・オブ・リッピントンズ』 - The Best of The Rippingtons (1997年、GRP)